# 道の駅おながわ
道の駅おながわ（みちのえき おながわ）は、宮城県牡鹿郡女川町女川にある国道398号の道の駅である。

## 概要
2021年（令和3年）3月30日に道の駅に登録、同年4月3日に開駅した。また、地方創生の核となる重点道の駅として登録された。石巻地方では道の駅上品の郷に続いて2番目の道の駅となった。
当駅は最初から道の駅として施設を整備したのではなく、既存施設の「シーパルピア女川」「地元市場ハマテラス」「女川町まちなか交流館」「女川町たびの情報館ぷらっと」の4施設を1つのエリアとして後から道の駅の認定を受けたものであり、この種の道の駅は全国でも珍しい。

## 施設
「シーパルピア女川」や「女川町まちなか交流館」などの既存施設を活用している。
- 駐車場 60台
- トイレ 51器
- 情報発信施設
- 観光案内所
- ベビーコーナー
- 公衆電話
- 公衆無線LAN
- 飲食施設
- 物販施設
- キッズコーナー
- 多目的ホール
- 音楽スタジオ
- 多目的室
- 会議室

## アクセス
- 国道398号 - 登録路線
  - E45 三陸沿岸道路 石巻女川ICから国道398号を経由し約30分。
  - JR石巻線 女川駅からすぐ[6]。
  - 女川町民バス「女川駅」からすぐ。
  - ミヤコーバス女川線「女川駅前」からすぐ[6]。
  - シーパル女川汽船「女川」からすぐ[7]。

## 周辺
- JR石巻線 女川駅
  - 女川温泉ゆぽっぽ
- 震災遺構旧女川交番
- 女川漁港
- 女川町役場
- 女川町立女川小学校
- 女川町立女川中学校
- 宮城県道41号女川牡鹿線